# Alicia Borrachero

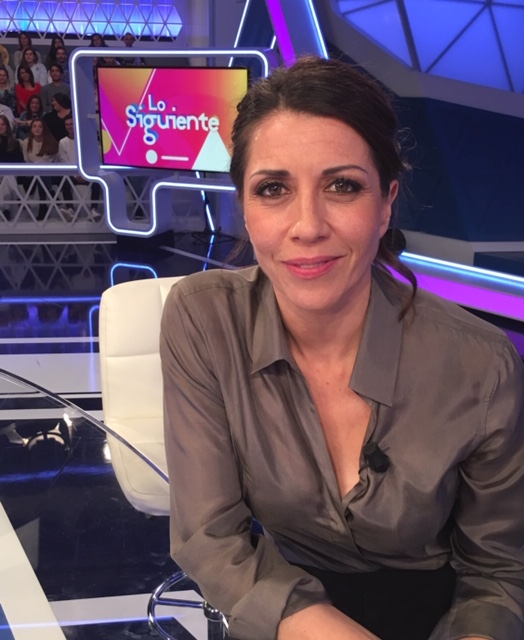
Alicia Borrachero, 2018

Alicia Borrachero (* 14. Februar 1968 in Madrid, Spanien) ist eine spanische Film- und Theaterschauspielerin.

## Kurzbiografie
Alicia Borrachero wuchs in den USA auf, wo sie Kunstgeschichte am Nazareth College in Rochester (New York) studierte. Ihre Entscheidung, Schauspielerin zu werden, kam relativ spät. Daher zog sie nach ihrem Studium zurück nach Madrid, wo sie bei Juan Carlos Corazza Schauspiel studierte, um zu Beginn der 1990er Jahre erste Engagements bei Theater und Film zu bekommen.
Ihr erster bekannter Film war die 1992 produzierte Filmkomödie Trennung mit Hindernissen, in der sie mit Jeff Goldblum und Mimi Rogers vor der Kamera brillierte. Da Borrachero in Spanien bekannter ist als im deutschsprachigen Raum, sind dort nur wenige ihrer Filme ein Begriff. Einer der wenigen Ausnahmen war die 2000 produzierte Tragikomödie Don Quixote mit John Lithgow und Bob Hoskins in den Hauptrollen.
Zweimal war Alicia Borrachero Hauptdarstellerin in spanischen Fernsehserien. So stand sie von 1998 bis 2002 in 98 Episoden von Periodistas vor der Kamera und war von 2003 bis 2007 83 mal in Hospital Central, einer Arztserie, vergleichbar mit dem US-amerikanischen Gegenstück Emergency Room – Die Notaufnahme zu sehen.
2007 wurde Borrachero für Die Liebe in den Zeiten der Cholera verpflichtet, zudem stand sie 2008 im Fantasyfilm Die Chroniken von Narnia: Prinz Kaspian von Narnia als Königin Prunaprisima vor der Kamera.
Alicia Borrachero ist seit Juli 2003 mit dem Schauspieler Ben Temple verheiratet und wurde im November 2005 Mutter eines Sohnes.

## Filmografie (Auswahl)
- 1992: Trennung mit Hindernissen (Shooting Elizabeth)
- 1996: Lorca – Mord an der Freiheit (The Disappearance of Garcia Lorca)
- 2000: Don Quichotte (Don Quixote)
- 2007: Die Liebe in den Zeiten der Cholera (Love in the Time of Cholera)
- 2008: Die Chroniken von Narnia: Prinz Kaspian von Narnia (The Chronicles of Narnia: Prince Caspian)
- 2011: Crematorio – Im Fegefeuer der Korruption (Crematorio, Fernsehserie, acht Folgen)
- 2013: Willkommen im Club (Fernsehfilm)
- 2019: Terminator: Dark Fate
- 2022: The Man from Rome
- 2022: Bosé (Fernsehserie, sechs Folgen)
- 2023: Journey to Bethlehem
- 2024: El caso Asunta (Fernsehserie, sechs Folgen)